# August Hollandt
August Christoph Theodor Hollandt (* 4. Oktober 1800 in Braunschweig; † 18. April 1882 ebenda) war ein deutscher Jurist und linksliberaler Politiker. Er war Braunschweiger Stadtverordneter und Abgeordneter im Braunschweigischen Landtag, dessen Präsident er 1850–1851 war. Während der Revolution von 1848/49 gehörte er der Frankfurter Nationalversammlung an.

## Leben
Der aus einer angesehenen und einflussreichen Braunschweiger Familie stammende August Hollandt studierte ab 1818 an der Universität Göttingen Rechtswissenschaft und wurde 1822 Notar in Braunschweig. Anfang der 1830er Jahre wurde er Mitglied der Braunschweiger Stadtverordnetenversammlung. Seit 1835 war er Mitglied des Braunschweigischen Landtags. Im Vormärz gehörte er dem linken Flügel der liberalen Opposition an. Im Jahr 1845 war Hollandt die maßgebliche Persönlichkeit, die eine Mehrheit des Parlaments gegen die Regierungsvorlage zu einer neuen adelsfreundlichen Landgemeindeordnung zustande brachte. Bereits ein Jahr zuvor hatte er im Sinne der deutschen Nationalbewegung an den Landesherren appelliert, sich im Deutschen Bund für die Herzogtümer Schleswig und Holstein einzusetzen. Er war damit einer der ersten Abgeordneten, die dieses Thema zur Sprache brachten.

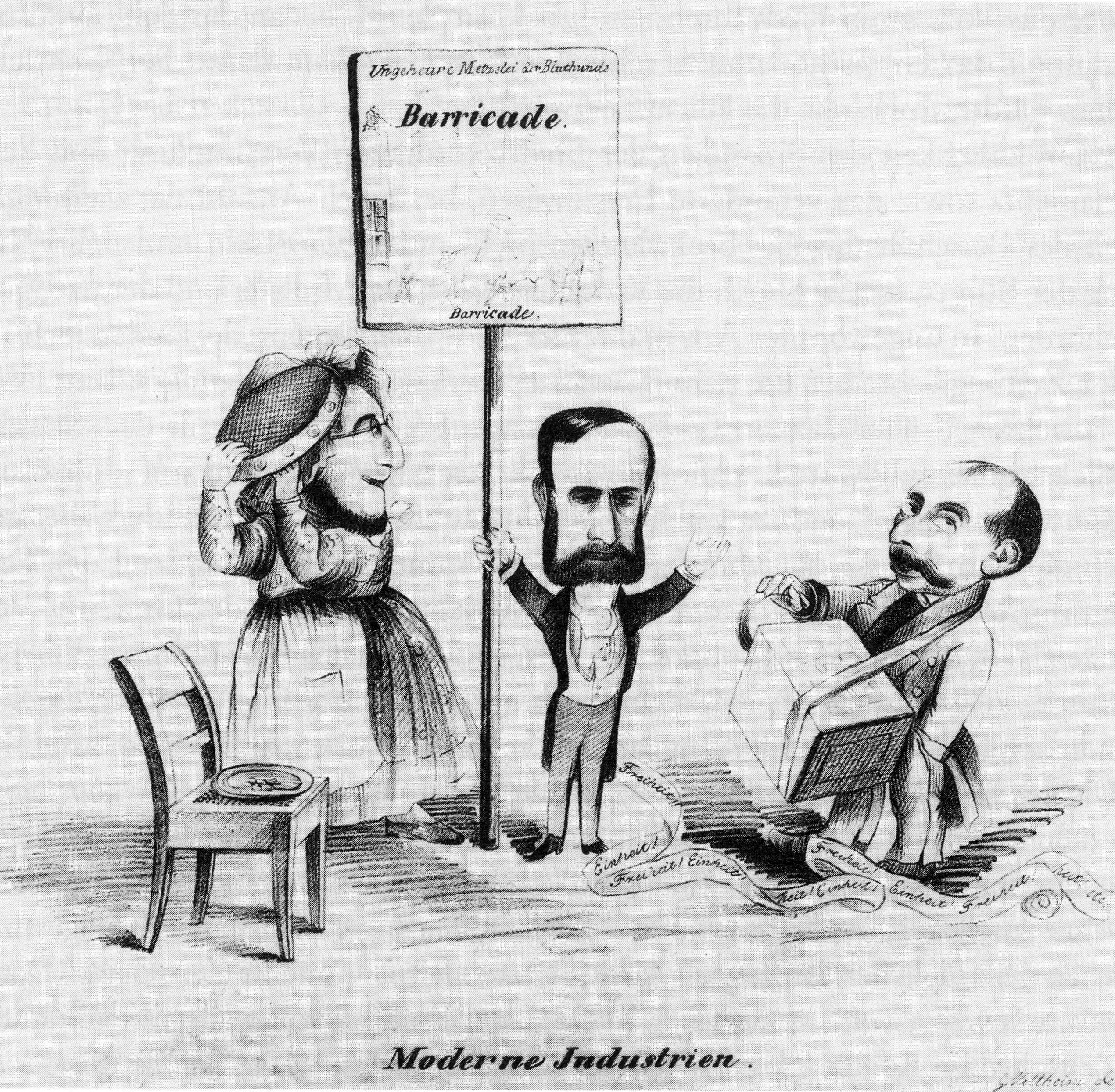
Revolution 1848/1849 in Braunschweig: „Moderne Industrien“, Karikatur von Hans von Veltheim. Dargestellt sind als Bänkelsänger die Braunschweiger Politiker: Adolf Aronheim (links), August Hollandt (Mitte) und Egmont Lucius (rechts).

Bereits im März 1848 wurde er zusammen mit Eduard Trieps in das Vorparlament eingeladen. Bei den Wahlen zur Frankfurter Nationalversammlung trat er für die Linksliberalen gegen den Rechtsliberalen Friedrich von Liebe an. Entgegen den allgemeinen Erwartungen wurde er im April 1848 mit großer Mehrheit als Abgeordneter des ersten Wahlkreises des Herzogtums Braunschweig in die Nationalversammlung gewählt. Insbesondere die bäuerliche Bevölkerung hatte er hinter sich, weil Liebe zuvor die politische Unreife der Bauern beklagt hatte.
In Frankfurt vertrat Hollandt als Mitglied der Fraktion Landsberg eher gemäßigte monarchisch-konstitutionelle Positionen. Er war Berichterstatter des volkswirtschaftlichen Ausschusses. Als solcher war er im Parlament stark mit dem Gesetzgebungsverfahren zu einer künftigen Gewerbeordnung beschäftigt. Er legte dem Parlament im Februar 1849 einen umfangreichen Bericht vor. Dieser bestand aus dem Hauptentwurf, einem Gegenentwurf und einem Erachten der Minorität. Der Bericht wurde im Plenum allerdings nicht verhandelt, weil dringendere Probleme anlagen. Als am 30. Mai 1849 der Umzug des Rumpfparlaments anstand, legte Hollandt sein Mandat in der Nationalversammlung nieder.
Im April 1848 versuchte er vergeblich, für die Position des Stadtdirektors in Braunschweig gewählt zu werden. Im Land Braunschweig war er seit 1848 parallel zur Nationalversammlung Abgeordneter in der Abgeordnetenversammlung, deren Vizepräsident er von 1848 bis 1849 war. Als solcher war er maßgeblich daran beteiligt, dass die Revolution zumindest in der Stadt Braunschweig friedlich verlief. Unmut in Kreisen der Konservativen lösten seine Äußerungen zur Schaffung eines Volksheeres aus.
Nach der Niederschlagung der Revolution war Hollandt einer der wenigen Mitglieder der Nationalversammlung, die im August 1849 weiterhin die Paulskirchenverfassung verteidigten.
Von 1850 bis 1851 war er Präsident der Abgeordnetenversammlung, ab 1852 gehörte Hollandt der Landesversammlung an.
Die politischen Überlegungen, die Hollandt als Fazit aus der Revolution von 1848/49 zog, fanden Eingang in die dritte Auflage des Rotteck-Welckerschen Staatslexikons.
Sein jüngerer Bruder Hermann Hollandt (1810–1890) war Major, Kommandeur der Braunschweiger Bürgerwehr und Namensgeber des „Hollandtsgarten“ genannten Parks in Braunschweig.